# Форсайт (округ, Джорджія)
Шаблон:StateAbbr_ 34°13′ пн. ш. 84°08′ зх. д. / 34.22° пн. ш. 84.13° зх. д.
Округ  Форсайт (англ. Forsyth County) — округ (графство) у штаті  Джорджія, США. Ідентифікатор округу 13117.

## Історія
Округ утворений 1832 року.

## Демографія
За даними перепису 
2000 року 
загальне населення округу становило 98407 осіб, зокрема міського населення було 64243, а сільського — 34164.
Серед мешканців округу чоловіків було 49850, а жінок — 48557. В окрузі було 34565 домогосподарств, 28106 родин, які мешкали в 36505 будинках.
Середній розмір родини становив 3,12.
Віковий розподіл населення поданий у таблиці:
| Стать    | До 15 років | 15-21 | 22-29 | 30-39 | 40-49 | 50-65 | 65-85 | Понад 85 |
| -------- | ----------- | ----- | ----- | ----- | ----- | ----- | ----- | -------- |
| Чоловіки | 12470       | 3731  | 4701  | 10457 | 8152  | 7365  | 2811  | 163      |
| Жінки    | 11607       | 3122  | 4432  | 10495 | 7808  | 7127  | 3445  | 521      |

## Суміжні округи
- Доусон — північ
- Голл — схід
- Гвіннетт — південний схід
- Фултон — південний захід
- Черокі — північний захід

## Виноски
1. ↑  U.S. Decennial Census. United States Census Bureau. Архів оригіналу за 26 квітня 2015. Процитовано 22 червня 2014.
2. ↑  Historical Census Browser. University of Virginia Library. Архів оригіналу за 11 серпня 2012. Процитовано 22 червня 2014.
3. ↑  Population of Counties by Decennial Census: 1900 to 1990. United States Census Bureau. Архів оригіналу за 2 лютого 2019. Процитовано 22 червня 2014.
4. ↑  Census 2000 PHC-T-4. Ranking Tables for Counties: 1990 and 2000 (PDF). United States Census Bureau. Архів оригіналу (PDF) за 18 грудня 2014. Процитовано 22 червня 2014.
5. ↑  State & County QuickFacts. United States Census Bureau. Архів оригіналу за 3 липня 2011. Процитовано 22 червня 2014. [Архівовано 2011-07-03 у Wayback Machine.](англ.) Наведено за англійською вікіпедією.
6. ↑  American FactFinder. Бюро перепису населення США. Архів оригіналу за 26 лютого 2012. Процитовано 31 січня 2008. [Архівовано 2008-05-21 у Wayback Machine.]

| США | Це незавершена стаття з географії США. Ви можете допомогти проєкту, виправивши або дописавши її. |